# Elzenklooster

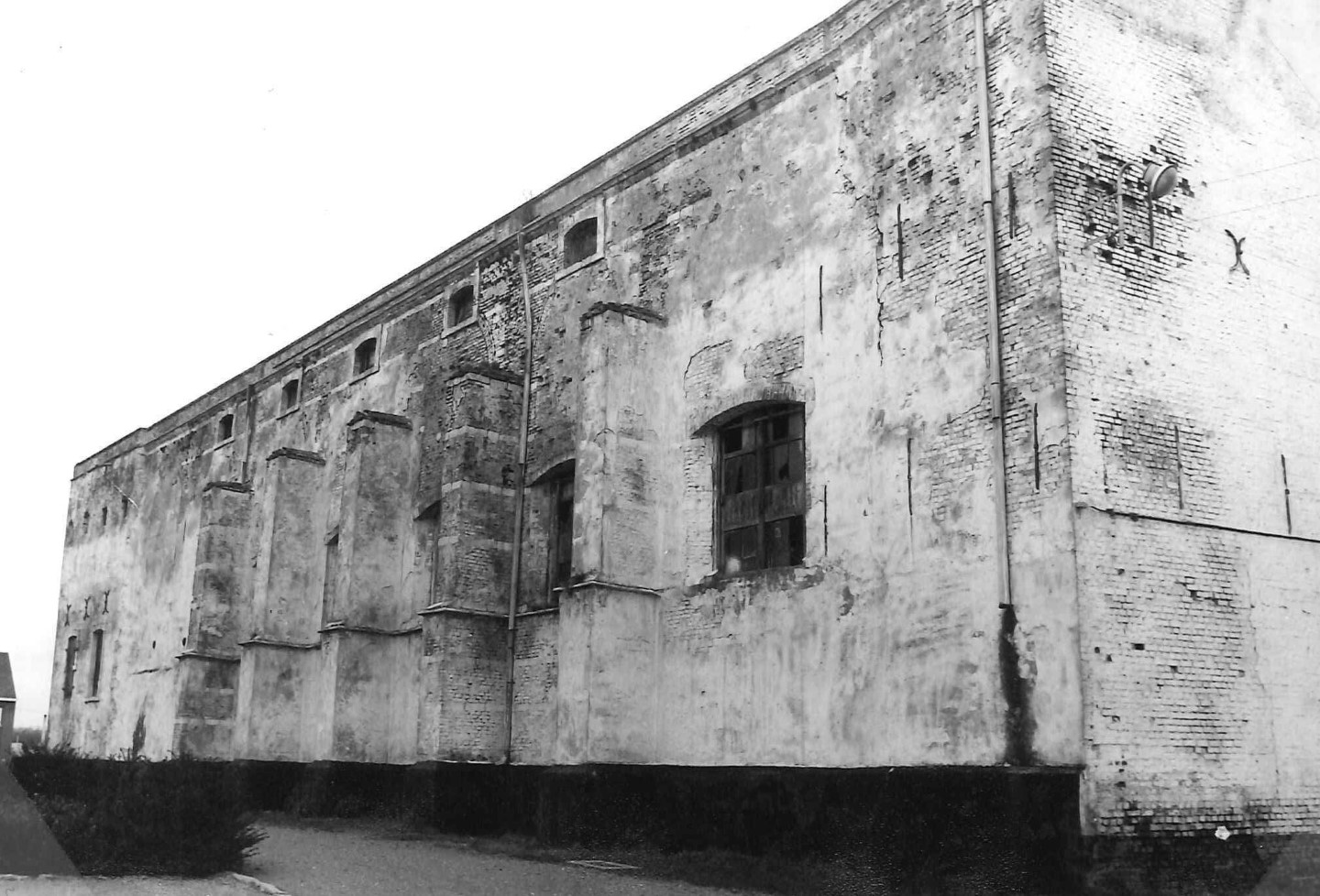
Kloostergebouw na transformatie tot fabriek

Het Elzenklooster of de Onze-Lieve-Vrouwpriorij is een voormalige vrouwenconvent in de Belgische plaats Zichem, waarvan de overblijfselen gelegen zijn aan Ter Elzen 17.

## Geschiedenis
Vóór 1370 vestigde zich op deze plek een begijnengemeenschap. In 1468 vormden ze een klooster dat leefde volgens de regel van de derde orde van Sint-Franciscus. In 1474 volgde een nieuwe transformatie tot reguliere kanunnikessen van de derde orde van Sint-Augustinus. De rectoren kwamen achtereenvolgens uit Corsendonk, Scherpenheuvel en Averbode. De laatste, Petrus Sneyers, liet een kroniek na over de geschiedenis van het klooster.
Onder Frans bewind werden de Belgische kloosters in 1796 opgeheven en volgde op 14 september 1797 de uitdrijving in Ter Elzen. Vanaf 1877 werd in de gebouwen een fabriek ingericht, waar tapijten, borstels, touwen en matten werden geproduceerd. Ze sloot in 1960 de deuren. In de jaren 1990 werden verschillende gebouwen gesloopt. De voornaamste overblijfselen zijn de noordvleugel en de zandstenen poort uit de 18e eeuw.

## Prioressen
- Maria van Linter (1469)
- Johanna vanden Wijngaert (1475-1477)
- Catharina van Leeuwe (1483)
- Julia van den Rodenberge (1489-1494)
- Catharina van de Walle (1498-1508)
- Sophie Bex (1540)
- Maria Wouters (1558)
- Margaretha Lixonne (1567-1572)
- Vincenza Triapins (1583-1604)
- Catharina Copers (1606-1619)
- Margaretha Dijck (1624-1640)
- Helena Mien (1640-1658)
- Barbara De Smet (1662-1669)
- Anna Catharina Basiliers (1681-1689)
- Digna Smeyers (1697-1703)
- Maria van Donne (1705)
- Elizabeth Jacobs (1712-1719)
- Catharina Daels (1721)
- Theresa van Sweevelt (1724-1730)
- Gertrudis Weckx (1730-1757)
- Rosa Verluyten (1758-1761)
- Barbara Deckers (1762-1768
- Theresa Jannes (1768-1777)
- Norbertina Quaperdts (1777-1796)